# Asheboro
La ville d'Asheboro est le siège du comté de Randolph, situé en Caroline du Nord, aux États-Unis.

## Démographie

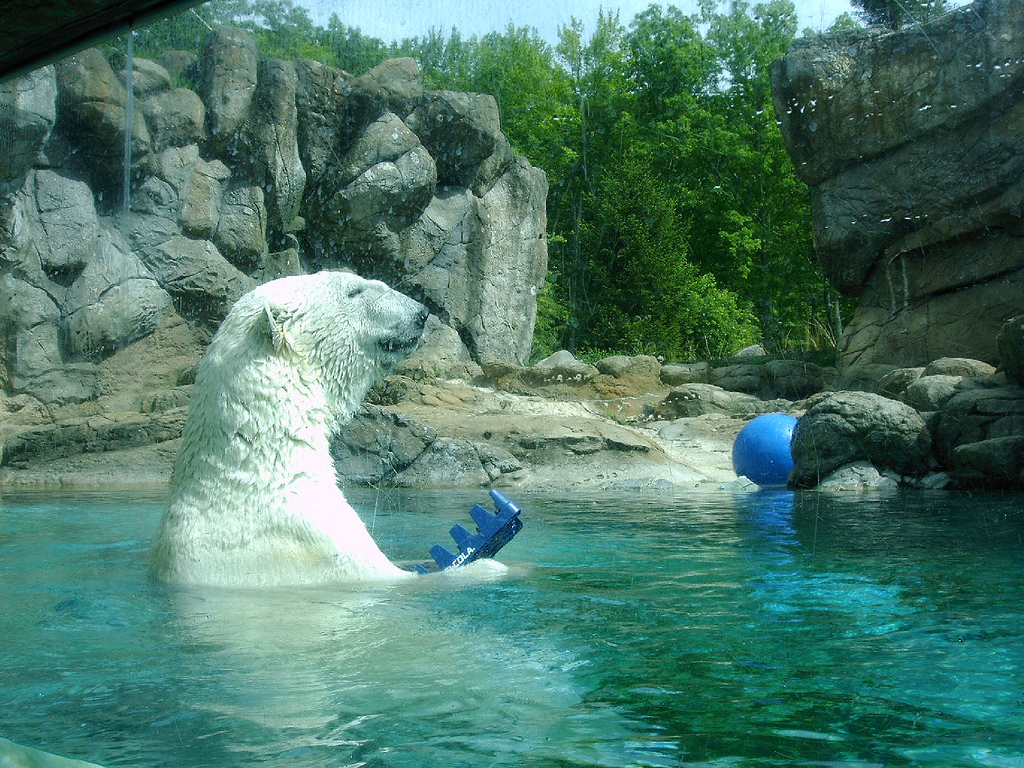
Zoo de Caroline du Nord.

| 1850 | 1870 | 1880 | 1890 | 1900 | 1910  |
| ---- | ---- | ---- | ---- | ---- | ----- |
| 176  | 182  | 299  | 510  | 992  | 1 865 |

| 1920  | 1930  | 1940  | 1950  | 1960  | 1970   |
| ----- | ----- | ----- | ----- | ----- | ------ |
| 2 559 | 5 021 | 6 981 | 7 701 | 9 449 | 10 797 |

| 1980   | 1990   | 2000   | 2010   | - | - |
| ------ | ------ | ------ | ------ | - | - |
| 15 252 | 16 362 | 21 672 | 25 012 | - | - |